# Przemysł (archeologia)
Przemysł – w archeologii duży zespół narzędzi charakteryzujących się identycznymi lub zbliżonym parametrami (kształt, jakość obróbki, technika wykonania, wielkość, sposób użytkowania). 
Jest to pojęcie używane w starszej literaturze archeologicznej. Odnosiło się do starszej epoki kamienia, gdzie  podstawę wydzielenia jednostek kulturowych stanowi zazwyczaj jedna kategoria zabytków – narzędzia kamienne. Dla ich określenia i wyodrębnienia dokonywano analizy typologicznej, statystycznej, badano udziały procentowe poszczególnych typów narzędzi i surowców z jakich zostały wykonane, odpadków, odłupków itp.